# مارثا غراهام
مارثا غراهام (بالإنجليزية: Martha Graham)‏ (من 11 مايو 1894 إلي 1 أبريل 1991) هي راقصة ومصممة رقصات أمريكية ولدت في بيتسبرغ، بنسلفانيا وتعد من رواد الرقص الحديث، الذين يمكن مقارنة تأثيرهم على الرقص بتأثير  إيجور سترافينسكي على الموسيقى، أو تأثير بيكاسو على الفنون البصرية، أو تأثير فرانك لويد رايت على فن العمارة.[1] فقد كانت مارثا غراهام مؤدية رائعة ومصممة حركات مذهلة للرقصات.لقد ابتكرت لغة جديدة للحركة واستخدمتها للتعبير عن العاطفة والغضب والنشوة وكلها من سمات التجارب الإنسانية. رقصت مارثا وصممت رقصات لأكثر من سبعين عامًا، وخلال تلك الفترة كانت أول راقصة ترقص  بالبيت الأبيض، وأول راقصة تمثل بلدها في الخارج كسفيرة ثقافية وأول راقصة تتسلم أعلى جائزة مدنية في الولايات المتحدة الأمريكية: وهي وسام الحرية.
وتم تكريمها خلال حياتها ابتدءًا من شهرتها التي ذاعت في مدينة باريس إلى تسلمها الأمر الإمبراطوري الياباني للتاج النفيس. وقالت غراهام عن حياتها، «لقد قضيت كل حياتي مع الرقص وكراقصة. فالرقص يسمح لك بأن تستفيد من جميع قدراتك ومهاراتك لأقصى حد ممكن. فهو في بعض الأحيان ليس بالأمر الممتع. وفي بعض الأحيان الأخرى يكون مخيفًا. إلا إنه مع ذلك أمر حتمي لا مفر منه.» وذكر عنها في كتاب بعنوان مارثا غراهام وأعمالها، قولها:«لا فنان يشعر يشعر بالرضا، فلايوجد سوى ذلك الاستياء المقدس الغريب، ذلك القلق المبارك الذي يبقينا في مسيرتنا، ويبث فينا المزيد من الحياة أكثر من غيرنا.»

## روابط خارجية
- مارثا غراهام على موقع IMDb (الإنجليزية)
- مارثا غراهام على موقع الموسوعة البريطانية (الإنجليزية)
- مارثا غراهام على موقع ميوزك برينز (الإنجليزية)
- مارثا غراهام على موقع قاعدة بيانات برودواي على الإنترنت (الإنجليزية)
- مارثا غراهام على موقع إن إن دي بي (الإنجليزية)
- مارثا غراهام على موقع قاعدة بيانات الفيلم (الإنجليزية)